# Carl Detlof Cronhielm
Carl Detlof Cronhielm af Flosta, född 28 augusti 1781 i Roslags-Bro socken, död 17 januari 1844 i Linköping, var en svensk greve och militär.
Carl Detlof Cronhielm var son till kanslirådet greve Salomon Cronhielm och Margareta Lovisa Heijkenskjöld. Han blev stabsfänrik vid Hälsinge regemente 1788, fänrik vid livregementets värvade infanteribataljon 1801, blev sekundlöjtnant där samma år och premiärlöjtnant 1803. Cronhielm blev kapten vid konungens andra gardesregemente 1808, kompanichef där 1810, major i armén, blev 3. major vid Göta livgarde 1817, senare samma år 2. major och överstelöjtnant samt slutligen 1. major. Han deltog i kriget i Tyskland och återkom 19 januari 1814 till Stockholm som kurir med nycklarna till den danska fästningen Fredriksort. Cronhielm blev överste i armén 1822, var överste och sekundchef för Andra livgrenadjärregementet 1825–1844, blev generaladjutant 1832 och generalmajor 1843.
Carl Detlof Cronhielm blev riddare av Svärdsorden 1809 och kommendör av Svärdsorden 1838.